# Glaciarcula spitzbergensis
Glaciarcula spitzbergensis är en armfotingsart som först beskrevs av Davidson 1852.  Glaciarcula spitzbergensis ingår i släktet Glaciarcula och familjen Laqueidae. Inga underarter finns listade i Catalogue of Life.